# 勝浦温泉
勝浦温泉（かつうらおんせん）は、千葉県勝浦市（旧国上総国）にある温泉郷。名湯百選の一つ。鵜原温泉、勝浦温泉、勝浦うばら温泉、外房の湯温泉、三日月温泉、湯場の原温泉の総称。海岸沿いは南房総国定公園に指定されている。

## 泉質
淡褐色でやや温めの湯は茶褐色（コーラ色）と云われ、塩分を含み肌に優しいと評判。
- 勝浦温泉
  - 塩化物泉
    - 源泉温度18℃
    - 茶褐色の源泉

以下、日本温泉協会認定の温泉別泉質。
| 勝浦温泉       | 塩化物泉     |
| 鵜原温泉       | 塩化物泉     |
| 勝浦うばら温泉 | 塩化物泉     |
| 外房の湯温泉   | 塩化物泉     |
| 三日月温泉     | 塩化物泉     |
| 湯場の原温泉   | 炭酸水素塩泉 |

## 温泉街

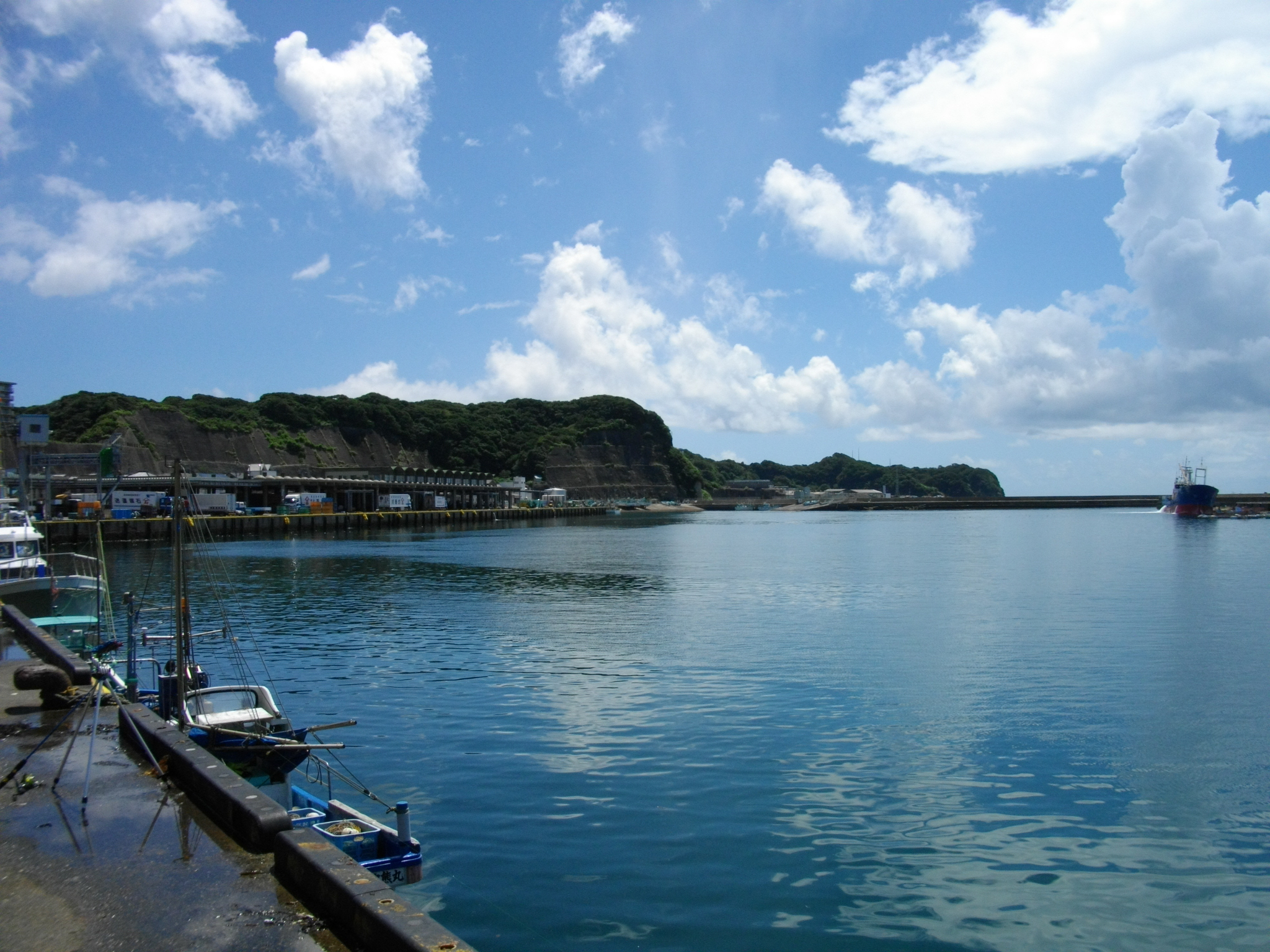
勝浦漁港

房総半島の南東側、年間を通して温暖な気候に恵まれており、勝浦湾（太平洋）に面している。
日本有数のカツオの水揚げ港である勝浦漁港が隣接している。近隣にはご当地ラーメンの勝浦タンタンメン（2015年開催のB-1グランプリ優勝メニュー）のお店も点在する。
海岸沿いには海水浴場をはじめとしたレジャー施設が多く、複数のリゾートホテルが中心である。日帰りのみの温泉施設もあるが、多くは旅館・ホテルに温泉施設が設置されたものである。
源泉名や宿泊施設での呼称によって温泉名称が異なり、各温泉地は以下の特徴がある。
- JR東日本「勝浦駅」周辺に位置する三日月温泉・鵜原温泉・外房の湯温泉は、黒潮が北上する太平洋岸に面する温泉地。勝浦漁港で獲れる新鮮な海の幸が楽しめる。
- 勝浦うばら温泉・湯場の原温泉は、勝浦市街地を見おろす高台に位置する温泉地。勝浦うばら温泉には、日本郵政株式会社が運営する「かんぽの宿勝浦」がある[4]。湯場の原温泉は、緑に囲まれた自然の中にクアハウスがある。16種類の風呂が楽しめる。
- 勝浦温泉は、勝浦市の北部、国道297号の近くに位置する温泉地。夷隅川の清流に面した静かな山間にある。「つるんつるん、飲んでさっぱり、入ってすっきり」の謳い文句があり、飲泉も可能[2]。近くには、「ニュー勝浦温泉オートキャンプ場」というキャンプ場や釣り堀などが併設されている。

## 歴史
霊感あらたかな温泉として古くは慶長年間（1596年 - 1614年）から近隣地域の保養地として知られた名湯。
天然ガス鉱床による深層から汲み上げた深層泉で1961年（昭和36年）に開湯となる。

## 交通

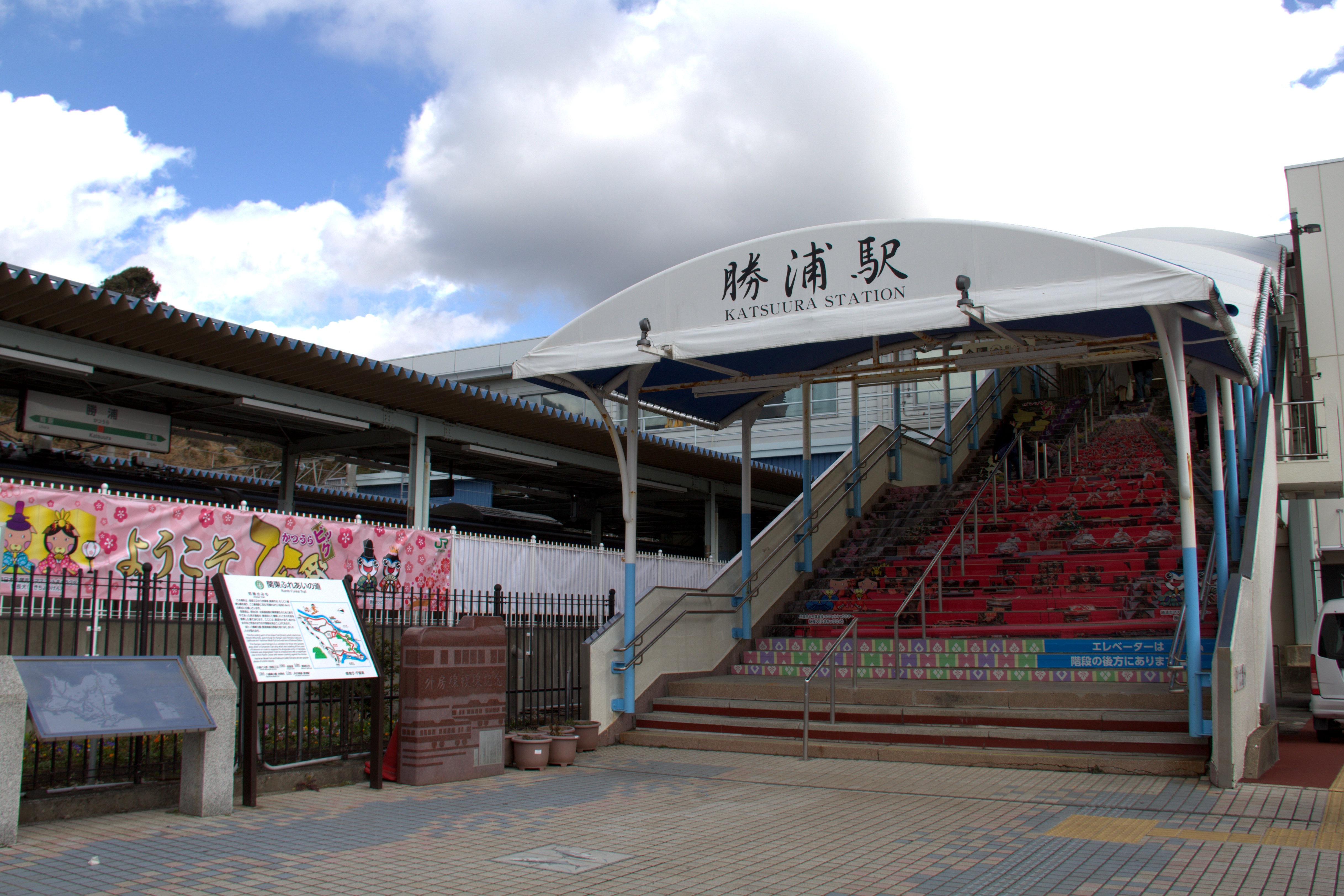
JR東日本勝浦駅

施設などによって最寄りは異なるが、JR東日本勝浦駅が主な拠点となる。

### 公共交通機関
- 三日月温泉（勝浦ホテル三日月）
  - JR外房線勝浦駅下車、徒歩約5分。
- 鵜原温泉
  - JR外房線鵜原駅下車、徒歩約10分。
- 外房の湯温泉
  - JR外房線勝浦駅下車、徒歩約20分。
- 勝浦うばら温泉
  - JR外房線勝浦駅より小湊鉄道バスにて「簡易保養センター」下車。
- 勝浦温泉
  - JR外房線勝浦駅より小湊鉄道バスにて「勝浦温泉入口」下車。徒歩約5分。
- 湯場の原温泉
  - JR外房線上総興津駅から自動車約8分。

#### 鉄道
JR東日本外房線：勝浦駅 - 鵜原駅 - 上総興津駅

#### 高速バス
- 東京ルート（小湊鉄道・日東交通・京成バス）
  - 御宿 / 安房小湊 - 上総興津 - 勝浦駅 - 高速武大入口 - 高速宿戸 ⇔ 市原鶴舞バスターミナル ⇔ 東京駅八重洲口前（東京湾アクアライン経由）
  - 市原鶴舞バスターミナルで羽田空港・横浜行高速バスに乗り換えができる。

### 自動車
- 高速道路
  - 首都圏中央連絡自動車道市原鶴舞インターチェンジ

- 一般道路
  - 国道128号（外房黒潮ライン）
  - 国道297号（大多喜街道）

- 駐車場
  - 海水浴場周辺や各施設ごとに駐車場有

## 周辺情報

### 宿泊施設
- ホテル三日月
  - 三日月シーパークホテル勝浦
  - 三日月イン